# NGC 3275
NGC 3275 is een balkspiraalstelsel in het sterrenbeeld Luchtpomp. Het hemelobject werd op 1 februari 1835 ontdekt door de Britse astronoom John Herschel.

## Synoniemen
- ESO 375-50
- MCG -6-23-46
- AM 1028-362
- IRAS 10286-3628
- PGC 31014